# Hiroshi Yoshimura
Hiroshi Yoshimura (吉村弘, Yoshimura Hiroshi; Yokohama, Kanagawa, 22. listopada 1940. – 23. listopada 2003.) bio je japanski glazbenik i skladatelj. U Japanu ga se smatra pionirom ambijentalne glazbe. Njegova glazba uglavnom pripada minimalističkom žanru kankyō ongaku, odnosno okolišnoj glazbi, koja se sastoji od nježnih elektroničkih melodija spojenih sa zvukovima prirode: žamorima potoka, zvukom snažne kiše i pjevom jutarnjih ptica.

## Životopis

### Rani život
Hiroshi Yoshimura rođen je 1940. u Yokohami. Godine 1964. diplomirao je umjetnost i znanosti na sveučilištu Waseda.

### Karijera
Godine 1972. osnovao je grupu "Anonyme" koja se bavila računalnom glazbom. Šest godina kasnije Japanska radiotelevizija zatražila ga je da sklada glazbeni uradak "Alma's Cloud".
Osim što je samostalno izvodio i improvizirao glazbu, bavio se i dizajnom zvuka u suradnji s TOA-om. Skladao je glazbu za galerije, muzeje i željezničke kolodvore. Bio je honorarni predavač na Odsjeku za inženjerstvo na Sveučilištu Chiba i u Glazbenoj školi Kunitachi.
Yoshimura je 2003. preminuo zbog raka kože.

## Nasljeđe
Glazbena su djela Yoshimure i ostalih japanskih skladatelja 2017. doživjela preporod zbog YouTubeova algoritma. Skladba "Blink" s njegova debitantskog albuma 2019. uvrštena je na kompilaciju Kankyo Ongaku: Japanese Ambient, Environmental & New Age Music 1980-1990. Diskografska kuća Light in the Attic Records objavila je njegov album Green (u inačici bez zvukova prirode) na Spotifyu, YouTubeu, Deezeru, Apple Musicu, Google Play Musicu, Amazon Musicu, kao i na CD-u, gramofonskoj ploči i kaseti.
Njegova je glazba dobila pozitivne kritike. Godine 2018. Crack Magazine poimence je postavio njegove albume Green i Music For Nine Post Cards na prvo i sedmo mjesto najvažnijih japanskih ambijentalnih albuma. Malcolm Standing iz Demo Magazinea Yoshimuru je nazvao "jednim od najutjecajnijih i najplodnijih umjetnika koji je proizašao iz japanske renesanse ambijentalne glazbe".

## Diskografija
Studijski albumi
- Music For Nine Post Cards (1982.)
- Pier & Loft (1983.)
- A・I・R (Air in Resort) (1984.)
- Green (1986.)
- Soundscape 1: Surround (1986.)
- Flora (1987.)
- 静けさの本 (Static) (1988.)
- Wet Land (1993.)
- Face Music (1994.)
- Quiet Forest (クワイエット・フォレスト) (1998.)
- Four Post Cards (2004.)
- Soft Wave for Automatic Music Box (2005.)